# Legyezőpálma
A legyezőpálma (Livistona) az egyszikűek (Liliopsida) osztályának a pálmavirágúak (Arecales) rendjébe, ezen belül a pálmafélék (Arecaceae) családjába tartozó nemzetség.

## Előfordulásuk
A legyezőpálmafajok elterjedési területe Ausztráliától kelet felé egészen a Salamon-szigetekig, északra pedig a Himalájáig és Dél-Japánig terjed el, ezenkívül 1 faj Jemenben és az afrikai kontinens vele szemben fekvő kiszögellésén fordul elő.

## Rendszerezés
A nemzetségbe az alábbi 28 faj tartozik:
- Livistona alfredii F.Muell., Victorian Naturalist 9: 112 (1892)
- ausztráliai legyezőpálma (Livistona australis) (R.Br.) Mart., Hist. Nat. Palm. 3: 242 (1838)
- Livistona benthamii F.M.Bailey, Queensl. Fl. 5: 1683 (1902)
- Livistona boninensis (Becc.) Nakai, J. Jap. Bot. 11: 222 (1935)
- Livistona carinensis (Chiov.) J.Dransf. & N.W.Uhl, Kew Bull. 38: 200 (1983)
- kínai legyezőpálma (Livistona chinensis) (Jacq.) R.Br. ex Mart., Hist. Nat. Palm. 3: 240 (1838)
- Livistona concinna Dowe & Barfod, Austrobaileya 6: 166 (2001)
- Livistona decora (W.Bull) Dowe, Austrobaileya 6: 979 (2004)
- Livistona drudei F.Muell. ex Drude, Bot. Jahrb. Syst. 16(39): 11 (1893)
- Livistona eastonii C.A.Gardner, For. Dept. Bull., W. Austral. 32: 36 (1923)
- Livistona endauensis J.Dransf. & K.M.Wong, Malayan Nat. J. 41: 121 (1987)
- Livistona exigua J.Dransf., Kew Bull. 31: 760 (1977)
- Livistona fulva Rodd, Telopea 8: 103 (1998)
- Livistona halongensis T.H.Nguyên & Kiew, Gard. Bull. Singapore 52: 198 (2000)
- Livistona humilis R.Br., Prodr. Fl. Nov. Holl.: 268 (1810)
- Livistona inermis R.Br., Prodr. Fl. Nov. Holl.: 268 (1810)
- Livistona jenkinsiana Griff., Calcutta J. Nat. Hist. 5: 334 (1845)
- Livistona lanuginosa Rodd, Telopea 8: 82 (1998)
- Livistona lorophylla Becc., Webbia 5: 18 (1921)
- Livistona mariae F.Muell., Fragm. 11: 54 (1878)
- Livistona muelleri F.M.Bailey, Queensl. Fl. 5: 1683 (1902)
- Livistona nasmophila Dowe & D.L.Jones, Austrobaileya 6: 980 (2004)
- Livistona nitida Rodd, Telopea 8: 96 (1998)
- Livistona rigida Becc., Webbia 5: 19 (1921)
- Livistona saribus (Lour.) Merr. ex A.Chev., Bull. Écon. Indochine, n.s., 21: 501 (1919)
- Livistona speciosa Kurz, J. Asiat. Soc. Bengal, Pt. 2, Nat. Hist. 43(2): 204 (1874)
- Livistona tahanensis Becc., Webbia 5: 17 (1921)
- Livistona victoriae Rodd, Telopea 8: 123 (1998)